# Donat Puig i Coma
Donat Puig i Coma, (Queralbs, Ripollès, 1914 - Granollers, Vallès Oriental, 2012) va ser un mestre català, impulsor de l'Escola privada Educator de Granollers on va posar en pràctica els mètodes d'ensenyament propis de la República. El 2011 l'Ajuntament de Granollers el va distingir amb la Medalla de la Ciutat per la seva trajectòria dedicada a la docència i el seu activisme cultural i social.

## Biografia
Va arribar a Bellulla amb nou anys, sent pràcticament analfabet. Va anar al "Colegio San José" dels Germans de la Doctrina Cristiana de la Salle de Granollers, amb els escolars més petits. Va poder avançar ràpidament.
Amb només onze anys va iniciar el batxillerat al "Colegio Oficial de la Enseñanza Media", en el qual els seus pares, Antoni Puig i Plancheria i Maria coma i Tubau, pagaven 25 pessetes (0,15 euros) mensualment. El director del col·legi, Pere Vegué, va dir que en Donat no serviria per res. Al cap de dos mesos, el mateix director va corregir la seva paraula.
Les seves grans qualificacions el van portar a estudiar a l'Escola del Magisteri, amb només setze anys, on va convalidar diferents assignatures. Amb dinou anys, va començar a exercir de mestre a l'Escola nacional de Copons, un petit municipi de l'Anoia. Aquesta situació, juntament amb el fet que havia conegut la Paquita Vacca, la que futurament seria la seva esposa, va fer que tornés a Granollers, acceptant la proposta den Manel Masjuan de fer de mestre en una acadèmia que havia fundat recentment.
Més tard, va ser destinat a l'Escola Pi i Maragall de Granollers, on avui hi ha la Congregació de les Filles de Sant Josep. El començament de la guerra civil, a l'any 1936, va interrompre aquesta experiència, d'escola gratuïta, laica, amb nens i nenes en la mateixa classe.
Al cap de dos anys,l'any 1938, el van informar del devastador bombardeig de Granollers. El nou de maig de l'any 1939 va haver d'exiliar-se a França, perquè Catalunya va quedar completament ocupada per els nacionals. El 1939, va decidir tornar cap a Granollers. En el camí va ser confinat dos cops en camps de concentració, Primer a França, i finalment, a Deusto, per sort per a ell, aquell any, va acabar amb el seu casament amb la Paquita Vacca, i el naixement del seu únic fill, l'Antoni, nascut el 1940.
Després de la guerra civil, donat el fet que els centres educatius van quedar destruïts, es va trobar amb que no podia exercir de mestre, el que el va portar a crear el centre educatiu "educator", actualment Educem, a l'avinguda Generalíssimo, actualment carrer Joan Prim, al setembre de l'any 1939.
Els primers anys del centre no van ser fàcils, era una època en què l'escolarització no comptava molt. Era un col·legi molt pobre, amb uns quaranta alumnes per classe aproximadament, els nens i les nenes en diferents classes. Va aplicar algunes doctrines del pedagog Belga Décroly, i va posar en pràctica els principis de l'escola activa.
Es caracteritzava per l'empatia amb els alumnes, sent director durant molts anys del col·legi que avui es coneix com a "Educem", donant molt impuls a l'ensenyament i la seva passió artística, sobretot, dibuix, pintura i xil·lografia. a part el seu caràcter inquiet i les seves ganes de fer coses amb esperit obert, va estar vinculat a diverses entitats de la ciutat,com: El casino club de ritme, la creu roja, la mútua del carme, etc.
Va morir a l'any 2012, a Granollers.